# NDR Kultur
NDR Kultur ist ein vom Norddeutschen Rundfunk produziertes Hörfunkprogramm, das in den deutschen Bundesländern Hamburg, Schleswig-Holstein, Mecklenburg-Vorpommern und Niedersachsen flächendeckend über UKW ausgestrahlt wird. Das Funkhaus befindet sich in Hamburg an der Rothenbaumchaussee. Das Programm besteht größtenteils aus klassischer Musik sowie anderen kulturellen Elementen. Hörspiele, aber auch literarische und religiöse Themen gehören ebenfalls dazu.

## Geschichte
Am 1. Dezember 1956 begann das dritte NDR-Hörfunkprogramm täglich von 20:15 bis 22:30 bzw. 24:00 Uhr über UKW zu senden. Zum 1. Januar 1994 wurde NDR3 reformiert, zudem sollten Überschneidungen mit NDR4 vermieden werden. Tagsüber sendete man großflächige E-Musik-Sendungen und am Abend kulturelle Wortsendungen.
Der Sender Freies Berlin und der Ostdeutsche Rundfunk Brandenburg übernahmen am 8. Oktober 1997 das Programm von NDR 3 und ergänzten es in ihrem Sendegebiet um Regionalfenster. Der neue Name des gemeinsamen Kulturradios lautete Radio 3. Nach dem Ausscheiden des SFB führten NDR und ORB Radio 3 vom 1. Januar 2001 bis zum 31. Dezember 2002 alleine fort. Der Sendestart des heutigen Kultur- und Musikprogramms, nun unter dem Namen „NDR Kultur“, war am 1. Januar 2003. Seit dem 22. November 2011 ist der Sender über DAB+ empfangbar.

## Allgemeines Programmschema
| Uhrzeit     | Sendetage           | Sendung              | Inhalt / Bemerkungen                                                                          |
| ----------- | ------------------- | -------------------- | --------------------------------------------------------------------------------------------- |
| 00:05–06:00 | Mo–So               | ARD-Nachtkonzert     | —                                                                                             |
| 06:03–10:00 | Mo–Fr               | Der Morgen           | Musik und aktuelle Berichte aus Kultur und Gesellschaft                                       |
| 08:30–09:00 | Mo–Fr               | Am Morgen vorgelesen | literarische Werke in Abschnitten als Fortsetzungsgeschichte gelesen                          |
| 10:03–13:00 | Mo–Fr               | Der Vormittag        | Musik und aktuelle Berichte aus Kultur und Gesellschaft                                       |
| 13:00–14:00 | Mo–Fr               | Klassik à la carte   | Interview mit einem Studiogast, durchsetzt mit dessen Musikwünschen                           |
| 14:03–16:00 | Mo–Fr               | Der Nachmittag       | Musik und aktuelle Berichte aus Kultur und Gesellschaft                                       |
| 16:03–18:00 | Mo–Fr               | Journal              | Kulturmagazin                                                                                 |
| 18:03–19:00 | Mo–Fr               | Klassik à la carte   | Interview mit einem Studiogast, durchsetzt mit dessen Musikwünschen                           |
| 19:03–20:00 | Mo–Fr               | Musica               | klassische Musik mit wechselnden Schwerpunkten                                                |
| 20:00–22:00 | Mo–Fr               |                      | unterschiedliches Programm, Konzerte der NDR Klangkörper, Oper, Feature, Hörspiel, Neue Musik |
| 22:05–22:35 | Mo–Fr               | Am Abend vorgelesen  | literarische Werke in Abschnitten als Fortsetzungsgeschichte gelesen                          |
| 22:35–24:00 | Mo–Fr               | NDR Kultur Neo       | Klassik, Electronica, Jazz, Weltmusik                                                         |
| 08:40–09:00 | Sonn- und Feiertage | Glaubenssachen       | Essays und Erzählungen zu religiösen Themen                                                   |
| 19:05–19:20 | Sonntags            | Gedanken zur Zeit    | Essays zu aktuellen Themen                                                                    |

Die Sendungen Der Morgen, Der Vormittag und Der Nachmittag sind von Aufbau und Charakter her gleich.
Zwischen 6 und 24 Uhr wird zu jeder vollen Stunde eine ca. dreiminütige Kurznachrichtensendung, zur Viertel- und Dreiviertelstunde ein kurzer Wortbeitrag und zur halben Stunde ein etwas längerer Wortbeitrag aus dem Themenbereich Kultur geboten. Nach den 8-, 12- und 17 Uhr-Nachrichten gibt es jeweils unter dem Titel Kultur aktuell eine siebenminütige Kurzsendung mit durchschnittlich drei Einspielern.
Das Programm am Sonnabend und am Sonntag unterscheidet sich von dem an Werktagen. Am Wochenende werden vermehrt Wunschkonzerte sowie Sendungen mit feuilletonistisch-kulturellen und geistlichen Themen sowie geistlicher Musik (letzteres vornehmlich in den Morgenstunden) ausgestrahlt.

## Kritik
Nach einer Änderung des Programmschemas, mit der unter anderem im Tagesprogramm im Regelfall nur noch einzelne Sätze klassischer Werke ausgestrahlt wurden, wurde öffentliche Kritik laut. Sie wendet sich gegen eine „Verflachung“ des Programms und ist der Ansicht, es sei auch weiterhin nötig, ganze Werke klassischer Stücke im Tagesprogramm auszustrahlen.

## Empfang
Der Sender ist über UKW, DVB-S (Astra), Internet-Livestream und über DAB+ empfangbar. Im Bundesland Bremen hängt die Empfangsmöglichkeit von verschiedenen Faktoren ab, in Niedersachsen erfolgt die Ausstrahlung z. B. von Steinkimmen aus. In Rostock kommt der stärkste UKW-Sender in Deutschland zum Einsatz.

## Programmschemata
- Programmschema Montag bis Freitag auf der Internetpräsenz von NDR Kultur, abgerufen am 3. Januar 2011
- Programmschema Sonnabend auf der Internetpräsenz von NDR Kultur, abgerufen am 3. Januar 2011
- Programmschema Sonntag auf der Internetpräsenz von NDR Kultur, abgerufen am 3. Januar 2011